# 박배종
박배종(朴培悰, 1989년 10월 23일 ~ )은 대한민국의 축구 선수이며 포지션은 골키퍼이다. 2020년, 개명을 통해 박형순에서 박배종으로 개명했다.

## 축구인 경력

### 선수 경력
광운대학교를 거쳐 2012년 내셔널리그 수원 FC에 입단하였다. 2013년 수원이 프로화 절차를 밟아 K리그 챌린지에 참가하게 되자 팀과 함께 프로 무대에 데뷔하였다. 프로 데뷔 첫 시즌 16경기에 출전하였고 12라운드에는 처음으로 주간 베스트 11에 선정되기도 하였다.